# La Lira Vendrellenca
La Lira Vendrellenca és una entitat social creada el 1889 al Vendrell (Baix Penedès) dedicada a educar en el cant i a difondre àmpliament la llengua i la cultura catalana. El 2012 tenia 23 seccions dedicades a dur a terme diverses activitats culturals, socials i esportives per dinamitzar el municipi com el grup muntanyenc o el club de tennis taula.
La seu social al carrer de Sant Jordi7 va ser inaugurada el 25 de novembre de 2007.
L'any 2012 va rebre la Creu de Sant Jordi juntament amb altres 15 associacions de Catalunya en reconeixement de la seva tasca i el seu llarg recorregut.